# Nokia N82
Nokia N82 är en mobiltelefon som tillverkas av Nokia. Den ingår i Nokias produktlinje N-series som är smartphones med stöd för Nokias N-Gage-plattform och Nokia Music Store. Modellen annonserades av Nokia den 14 november 2007.
N82s operativsystem är baserat på Symbian OS version 9.2 som Nokia själva vidareutvecklat till S60-plattformen. Telefonen har en femmegapixelkamera, bluetooth och var den första telefonen från Nokia med xenon-blixt.
Telefonen har en inbyggd accelerometer för att stabilisera bilden vid videoinspelning och för att hålla reda på om man tar landskaps- eller porträttbilder.

## Specifikation
| Funktion                      | Specifikation                                                                   |
| ----------------------------- | ------------------------------------------------------------------------------- |
| Operativsystem                | Symbian OS 9.2, S60 3rd Edition Feature Pack 1                                  |
| GSM-frekvenser                | 850/900/1800/1900 MHz                                                           |
| GPRS                          | Ja                                                                              |
| EDGE (EGPRS)                  | Ja                                                                              |
| WCDMA                         | Ja (2100 MHz)                                                                   |
| Screen                        | 240 × 320 pixlar, diagonalt 2.4", 16.7 miljoner färger                          |
| Processor                     | Texas Instruments OMAP 2420, Dual CPU, ARM-arkitektur (ARM 11, 332 MHz)         |
| Grafik-krets                  | 3D Graphics HW Accelerator (OpenGL ES 1.1)                                      |
| Internal Dynamic Memory (RAM) | 128 MB                                                                          |
| Internal Flash Memory         | 100 MB                                                                          |
| Kamera                        | 5 megapixel kamera med xenon-blixt, Carl Zeiss-optik                            |
| Videoinspelning               | Ja, MPEG-4 VGA (640 × 480), 30 fps                                              |
| MMS-stöd                      | Ja                                                                              |
| Videosamtal                   | Ja                                                                              |
| Push to talk (PTT)            | Ja                                                                              |
| Java-stöd                     | Java MIDP 2.0, CLDC 1.1                                                         |
| Minneskort                    | microSD (max 8GB) och microSDHC (max 32GB)                                      |
| Bluetooth                     | Ja, version 2.0                                                                 |
| Wifi                          | WLAN IEEE802.11 b/g med stöd för UPnP (Universal Plug and Play) support         |
| IR-stöd                       | Nej                                                                             |
| Datakabel-överföring          | Ja, USB 2.0                                                                     |
| Webbläsare                    | Nokia Web Browser med Mini map                                                  |
| E-post                        | Ja, utan Push-stöd                                                              |
| Mediaspelare                  | Ja                                                                              |
| Radio                         | Stereo FM Radio med Visual Radio-stöd                                           |
| Videoformat (uppspelning)     | MPEG4, RealVideo, med stöd för OMA DRM 2.0/1.0 & WMDRM                          |
| Ljudformat (uppspelning)      | MP3/AAC/eAAC/eAAC+/WMA/M4A with playlists, med stöd för OMA DRM 2.0/1.0 & WMDRM |
| TV-out                        | Ja                                                                              |
| Handsfree-stöd                | Ja, 3.5 mm-kontakt och A2DP-stöd för bluetooth                                  |
| Batteri                       | Nokia Batteri (BP-6MT) 1050 mAh                                                 |
| Taltid                        | upp till 260 min (GSM)                                                          |
| Standby                       | upp till 225 timmar (GSM)                                                       |
| Vikt                          | 114 g                                                                           |
| Storlek                       | 112 × 50.2 × 17.3 mm                                                            |
| Övrigt                        | Integrerad GPS (A-GPS), Stereo Handsfree-högtalare                              |